# C-H-Aktivierung
Die C-H-Aktivierung kann definiert werden als Reaktion, die eine Kohlenstoff-Wasserstoff-Bindung spaltet. Der Begriff wird meist für Reaktionen verwendet, die über organometallische Komplexe unter Koordination des Kohlenwasserstoffs an ein Metall stattfinden, zum Beispiel als Alkan- oder Arenkomplex.
Sowohl theoretische Überlegungen als auch experimentelle Untersuchungen zeigen, dass C-H-Bindungen unter Koordination an ein Metall gespalten werden können. Die Entwicklung neuer Katalysatoren zur C-H-Aktivierung steht dabei im Vordergrund der Forschung, da es gelingen könnte, einfache Alkane gezielt in wertvolle funktionalisierte Zwischenprodukte umzuwandeln und zudem aber auch bereits komplexe Moleküle effizient strukturell zu edieren. Dabei wird in neuerer Zeit auch die Organokatalyse verwendet, die ohne den Einsatz von Metallen und somit unter Umständen kostengünstiger eingesetzt werden kann.

## Geschichte
Die erste C-H-Aktivierung wird Otto Dimroth zugeschrieben, der 1902 die Reaktion von Benzol mit Quecksilber(II)-acetat beschrieb. Die erste echte C-H-Aktivierung wurde von Joseph Chatt im Jahr 1965 beschrieben, eine Insertion eines Rutheniumkomplexes in die C-H-Bindung von Naphthalen. Im Jahr 1966 beschrieb Alexander Schilow, dass Natriumtetrachloroplatinat den Isotopenaustausch zwischen Methan und schwerem Wasser induziert. Als Reaktionsweg wurde die Bindung des Methans an den Pt(II)-Komplex vorgeschlagen. 1972 gelang es Schilows Gruppe, in einer ähnlichen Reaktion Methanol und Methylchlorid herzustellen. Das sogenannte Schilow-System ist das einzige bis heutige bekannte System, das Alkane unter milden Bedingungen funktionalisieren kann.

## Mechanistisches Verständnis
Ein wichtiger Aspekt zur Verbesserung von chemischen Reaktionen ist das Verständnis des zu Grunde liegenden Reaktionsmechanismus. Um diese Frage für C-H-Aktivierung zu beantworten, können zeitaufgelöste spektroskopische Techniken verwendet werden, welche in der Lage sind die Dynamik chemischen Reaktionen zu verfolgen. Diese Techniken erfordern einen Auslöser zur Initiierung des Prozesses. In den meisten Fällen wird dies durch die Bestrahlung der Probe mit einem ultrakurzen Lichtpuls erreicht. Solche photoinitierten Reaktionen von Übergangsmetallkomplexen mit Alkanen dienen als geeignete Modellsysteme für das Verständnis der Spaltung der starken C-H-Bindung.

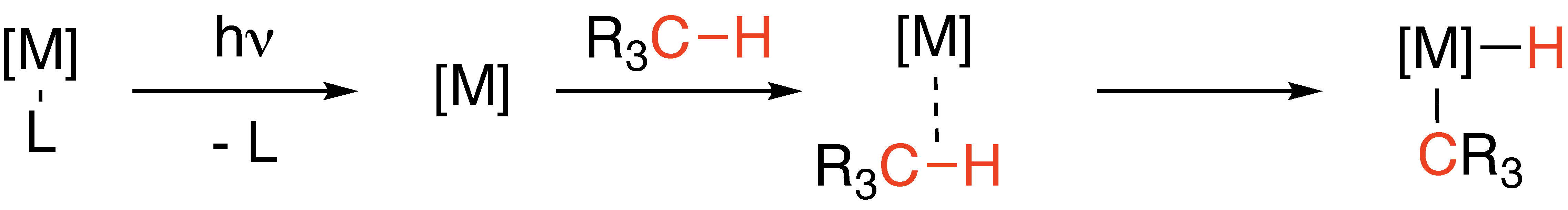
Genrelles Reaktionsschema für die photoinduzierte C-H-Aktivierung mittels eines Übergangsmetallkomplexes.

In diesen Systemen wird die Probe mit UV-Licht bestrahlt, welches ein gebundenes Elektron des Metallzentrums in ein anti-bindendes Orbital eines Liganden anregt (Metall-Ligand-Ladungs-Transfer). Die Besetzung des anti-bindenen Orbitals führt dann zur Dissoziation des Liganden. Dadurch wird ein sehr reaktives 16-Elektronen Intermediat mit einem unbesetzten Koordinationsplatz gebildet. Diese Spezies ist in der Lage ein Alkan zu binden, durch die Bildung eines σ-Komplexes mit einer C-H Bindung. In einem dritten Schritt insertiert das Metallatom in die C-H Bindung und spaltet diese.
Die Intermediate und deren Kinetik lässt sich mit verschiedenen zeitaufgelösten spektroskopischen Methoden untersuchen (z. B. zeitaufgelöste Infrarotspektroskopie, Röntgen-Absorptions-Spektroskopie oder Resonante-Inelastische-Röntgen-Streuung). Zeitaufgelöste Infrarotspektroskopie ist eine relativ einfache und bewährte Methode, um diese Intermediate zu identifizieren. Jedoch ist diese Methode auf Komplexe mit infrarotaktiven Liganden limitiert. Darüber hinaus ist die korrekte Zuordnung von Intermediaten auf kurzen Zeitskalen (femtosekunden bis wenige Pikosekunden) schwierig, da in dieser Zeitraum von Vibrationskühlung dominiert ist. Um die unterschiedliche Reaktivität von verschiedenen Übergangsmetallkomplexen zu verstehen, muss die elektronische Struktur dieser untersucht werden. Hierzu eignen sich Methoden wie Röntgen-Absorptions-Spektroskopie oder Resonante-Inelastische-Röntgen-Streuung. Diese Methoden wurden erfolgreich benutzt um die verschiedenen Schritte der C-H-Aktivierung auf Orbitalebene zu verfolgen und erlauben einen detaillierten Einblick in den C-H Bindungsbruch verantwortlichen Wechselwirkungen.

## Katalytische C-H-Funktionalisierung
Für die selektive Aktivierung einer bestimmten C-H-Bindung werden verschiedene Konzepte angewandt: Dirigierende Gruppen koordinieren an das Metall und bringen dieses so in die Nähe der entsprechenden C-H-Bindung. Heteroaromaten besitzen eine inhärente Reaktivität der verschiedenen C-H-Bindungen (z. B. 2-Position im Benzofuran). Weiterhin können Heteroatome die Acidität benachbarter C-H-Bindungen erhöhen.
Bei der Funktionalisierung unterscheidet man zwischen C-H-Oxidationen, bei denen eine C-H-Bindung in eine C-Heteroatom-Bindung überführt wird, und Kupplungsreaktionen. Bei letzteren werden Produkte analog zu Kreuzkupplungen erhalten. Allerdings kann hier das präfunktionalisierte metallorganische Substrat durch die unfunktionalisierte Verbindung ersetzt werden. An Stelle des Transmetallierungsschritts findet hier entsprechend die C-H-Aktivierung statt. In der dehydrierenden Kupplung kann durch Zugabe eines Oxidationsmittels zusätzlich der halogenierte Kupplungsparter unfunktionalisiert sein.
Die Katalysatoren basieren typischerweise auf Übergangsmetallkomplexen. Wie auch in Kreuzkupplungen ist Palladium das am häufigsten angewandte Metall. Rhodium oder Ruthenium können ebenfalls oft eingesetzt werden.